# Saint-Patrice-du-Désert
Saint-Patrice-du-Désert é uma comuna francesa na região administrativa da Normandia, no departamento Orne. Estende-se por uma área de 21,44 km². Em 2010 a comuna tinha 214 habitantes (densidade: 10 hab./km²).